# Karin-förkläde
Karin-förkläde eller Karinförkläde är ett förkläde med påsydd bröstlapp och hängslen med volanger som går i kors i ryggen. Hängslena fäster antingen till förklädets knytband eller till dess kjoldel. Ibland är förklädets kjoldel ihopsydd eller knäpps samman med knappar. Det kan då användas som en förklädesklänning över en topp. 
Förklädet skapades av konstnären Karin Larsson, gift med kollegan Carl Larsson. Förklädet bärs av många personer som avbildats i Carl Larssons klassiska akvareller och målningar. Traditionellt har förklädet kallats Carl Larsson-förkläde, men på senare år har det blivit vanligare att benämna det efter dess skapare.
Karin skapade förklädet som ett praktiskt plagg för sig, sina barn samt de flickor och kvinnor som arbetade i hennes hushåll på Lilla Hyttnäs i Sundborn i Dalarna. Förklädets genomarbetade detaljer, med bland annat volanger, reflekterar att det inte användes vid grövre hushållssysslor. Förkläden i liknande modell förekommer även i andra länder.
Förklädet är ganska enkelt att sy och är därför ett vanligt inslag i introduktionskurser i sömnad. En variant finns med i Förklädesboken av Kerstin Lokrantz. Ett förkläde i liknande modell, som dock är avsett för flickor, är madickenförklädet.

## Exempel

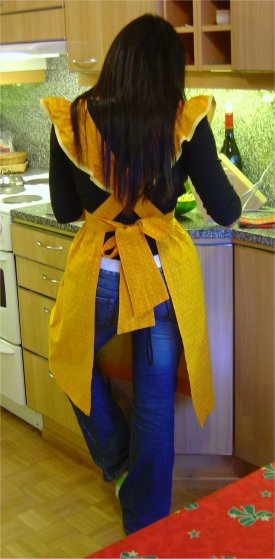
Bilden visar hur Karin-förklädets hängslen går i kors i ryggen.
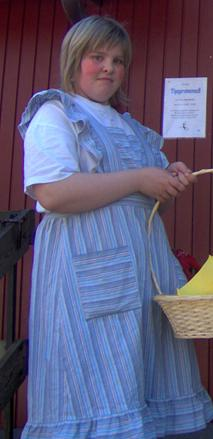
Flicka i Karin-förkläde.
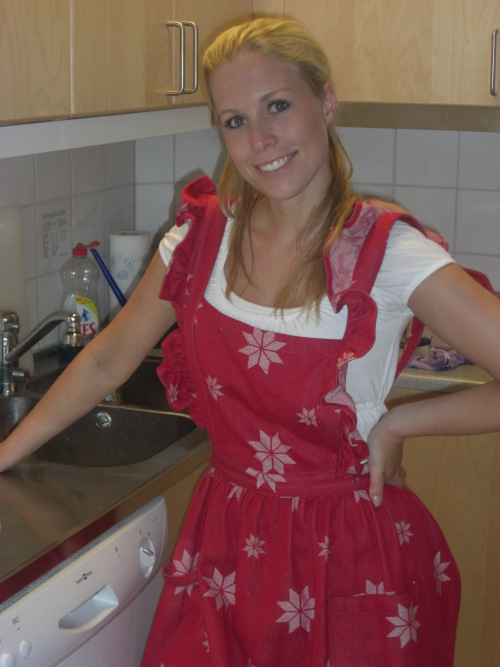
Julförkläde i Karin-förkläde.